# Gobiosoma schultzi
Gobiosoma schultzi is een straalvinnige vissensoort uit de familie van de grondels (Gobiidae). De wetenschappelijke naam van de soort is voor het eerst geldig gepubliceerd in 1944 door Isaac Ginsburg als Garmannia schultzi. De soort werd verzameld in het Meer van Maracaibo (Venezuela) door Leonard P. Schultz, naar wie ze is genoemd.